# Tiki-taka
Tikitaka (španělsky tiqui-taca) je označení pro fotbalový herní styl, založený na co nejdelší kontrole míče pomocí krátkých přihrávek. Hráči se snaží pomocí rychlých narážeček ovládnout prostor a vířivým pohybem vyšachovat soupeřovu obranu. Nácvik tiki-taky ve čtverci je důležitým prvkem fotbalového tréninku, zejména v mládežnických kategoriích.
S tímto stylem přišel počátkem devadesátých let trenér FC Barcelona Johan Cruijff, který navázal na nizozemský totální fotbal a upravil ho pro španělské poměry, kde jsou hráči hůře atleticky vybavení, ale mají lepší individuální techniku. Vedl tak hráče k vysunuté obraně, kombinaci ve středu hřiště a postupnému přechodu do útoku. Javier Clemente začal této taktice říkat tiki-taka (podle španělského onomatopoického názvu hračky klik-klak), termín pak zpopularizoval televizní komentátor Andrés Montes. Josep Guardiola postavil z odchovanců barcelonské mládežnické akademie La Masia tým, který na počátku 21. století díky tiki-tace dominoval evropskému fotbalu. Obdobný styl hry zavedli trenéři Luis Aragonés a Vicente del Bosque také ve španělské fotbalové reprezentaci, která vyhrála mistrovství Evropy ve fotbale 2008, mistrovství světa ve fotbale 2010 a mistrovství Evropy ve fotbale 2012. Objevily se však také kritické hlasy, označující tento styl za divácky neatraktivní, protože většina dění se koncentruje do středu hřiště a za příznivého stavu často tiki-taka slouží ke zdržování hry. Poté, co Španělé na mistrovství světa ve fotbale 2014 vypadli již v základní skupině, označila řada odborníků za příčinu neúspěchu přílišné lpění na překonaném způsobu hry a vyzvala k nutným úpravám ortodoxní tiki-taky.